# Warcisław IX de Poméranie
Warcisław ou Wartisław IX de Poméranie  (vers 1400 mort au château de Darsim le 17 avril 1457) est un duc de Poméranie-Wolgast de 1405 à 1457.

## Biographie
Warcisław IX est le fils et successeur de Barnim VI de Poméranie (mort en 1405) il règne conjointement de 1405 à 1451 avec son frère Barnim VII de Poméranie (mort en 1451)  établi à Gützkow. Il est le fondateur en 1456 de l'Université de Greifswald
Warcisław IX épouse vers 1416/1418 Sophie de Saxe-Lauenbourg, fille du duc Éric IV de Saxe-Lauenbourg
et Ratzebourg et de son épouse Sophie de Brunswick (1395-1462). Ils ont:  
- Elisabeth (née avant 1420- 7 avril 1473). Abbesse de Bergen.
- Éric II de Poméranie duc de Poméranie à Wolgast en 1457
- Warcisław X de Poméranie duc de Poméranie à Rügen en 1457 seul duc en 1474.